# A Good Feelin' to Know
| Recensione              | Giudizio |
| ----------------------- | -------- |
| AllMusic                | [ 3 ]    |
| Dizionario del Pop-Rock | [ 4 ]    |
| 24.000 dischi           | [ 5 ]    |

A Good Feelin' to Know è un album dei Poco, pubblicato dalla Epic Records nell'ottobre del 1972.
L'album raggiunse la sessantanovesima posizione (2 dicembre 1972) della Chart Billboard 200.

## Tracce
Lato A
1. And Settlin' Down – 3:41 (Richie Furay)
2. Ride the Country – 6:25 (Paul Cotton)
3. I Can See Everything – 3:32 (Timothy B. Schmit)
4. Go and Say Goodbye – 2:46 (Stephen Stills)
5. Keeper of the Fire – 4:27 (Paul Cotton)

Lato B
1. Early Times – 4:20 (Paul Cotton)
2. A Good Feelin' to Know – 3:53 (Richie Furay)
3. Restrain – 5:15 (Timothy B. Schmit)
4. Sweet Lovin' – 6:21 (Richie Furay)

## Formazione
- Richie Furay - chitarra, voce
- Paul Cotton - chitarra, voce
- Rusty Young - chitarra steel, chitarra, voce
- Timothy B. Schmit - basso, voce
- George Grantham - batteria, voce

Musicista aggiunto
- Barry Flast - pianoforte (brano: Sweet Lovin')[1]

Note aggiuntive
- Jack Richardson e Jim Mason - produttori (per la Nimbus 9)
- Brian Christian e Joe Lopes - ingegneri delle registrazioni e consulenti audio
- Schiffman & Larson, Inc. - management
- John Berg - design copertina album
- Columbia Records Photo Studios - fotografie
- Scott Hillman - lettering
- Al Roth - Skunk Creek Inn
- Denny Jones - our morale advisor[9]